# محمد قايدي
الفريق محمد قايدي هو رئيس دائرة الاستعلام والأمن والتحضير لأركان الجيش الوطني الشعبي.

## سيرته

### نشأته
ولد سنة 1961 م باولاد الشبل بالعاصمة ترجع اصول عائلته من الاب إلى تابلاط الواقعة بـ ولاية المدية؛ ومن الام إلى أحد المناطق بسوق اهراس.
ولد الفريق محمد قايدي ونشأ وترعرع أسرةٍ ملتزمة محافظة ، وكعادة أقرانه في ذلك الزمن؛ زاوج بين دراسته النظامية الحديثة، والدراسة الجوامعية المسجدية، فإلتحق إلى جانب دخوله المدرسي، بكتّاب إحدى زوايا ولاية مستغانم العلمية، لحفظ القرآن العظيم، فكانت نشأته، نشأةً سليمة محافظة.

### تكوينه العسكري
في فترة السبعينيات من القرن الماضي قام الرئيس الراحل هواري بومدين، بـ تأسيس مدرسة أشبال الثورة، والتي يقوم مقامها في زماننا هذا مدرسة أشبال الأمة، وذلك من أجل تزويد مؤسسة الجيش الوطني الشعبي بإطاراتٍ سامية متخصصة في شتى المجالات وشابة،
كان الفريق محمد قايدي من بين أشبال تلك المدرسة، إذ تخرج بشهادة مهندس دولة في الإعلام الآلي. تحت تخصص «برمجة».
ويعد الفريق محمد قايدي من بين الضباط القلائيل في الجيش الوطني الشعبي، الذين حصلوا على تكوين في 3 تخصصات مختلفة، وقد برع فيها جميعا، فهو ذو تكوين قاعدي في سلاح المدفعية، وعمل فيه لسنوات، كما حصل على عدة دورات التكوين، وشغل مناصب ادارية مهمة في تخصصات عدة.
اشتهر الرائد محمد قايدي في منتصف التسعينات بسبب جرأته وشجاعته الشديدة، كما عرف بإستقامته والتزامه الديني.

### ترقيات
- 2014 : رقي في إلى رتبة لواء،
- 2019 : شغل منصب دائرة الاستعمال والتحضير ويشرف حاليا على جهاز المخابرات الحربي